# ۱۵۲۶ (میلادی)
۱۵۲۶ (میلادی) هزار وپانصد و بیست و ششمین سال تقویم میلادی است.

## مناسبت‌ها
تأسیس سلسله پادشاهی گورکانیان

## درگذشتگان
- ۴ اوت – خوان سباستین الکانو، کاشف اسپانیایی (ز. ۱۴۷۶)